# Mihovil Sučić
Dr. fra Mihovil Sučić (Livno, 1820. – Livno, 3. ožujka 1865.), svećenik, liječnik i kirurg 

## Životopis
Djelić povijesti Livna u 19. stoljeću je i fra Mihovil Sučić, svećenik, liječnik i kirurg. Rodio se u Livnu 1820. Teologiju završio 1845. god. u Veneciji i kirurgiju 1850. u Padovi. Jedan je od prvih kirurga u Bosni i Hercegovini. 
Desetak godina živio je u Fojnici i kao liječnik djelovao po srednjoj Bosni. Od godine 1860. – 1864. ponovno je u Italiji. Poslije toga dolazi u Samostan Goricu u Livnu. 
Pomažući pri porodu jednoj muslimanskoj ženi u Šujici, vraćajući se kući prehladio se i preminuo 3. ožujka 1865. Pokopan je na goričkom groblju. U Muzeju na Gorici čuva se fra Mijina ostavština od izuzetne kulturne vrijednosti. Tu su njegova stručne knjige: preko stotinu svezaka sve iz prve polovice 19. stoljeća, ljekarnička vaga, kirurški i zubarski instrumenti i drugo. 
Danas se po njemu zove Županijska bolnica u Livnu.